# 真實動漫情境體驗！DT
《真實動漫情境體驗！DT》是自宅すたじお在2023年3月31日發售的戀愛冒險類型成人遊戲，中英文版由Shiravune於2025年3月18日發售。PARADIGM於2023年12月13日發售電子小說版。

## 故事
奥永瞬由於過去與異性接觸開始展開戀情總是遇到各種意外導致失敗，因而被姊姊澪戲稱有「戀情粉碎」的體質。正當瞬為此煩惱時卻收到杠惠那與笠間陽菜乃的同時告白，澪在得知此事後便將她們找來約定7日後瞬要給出答覆。另一方面得知此事的姐川絢音也開始暗中行動，瞬因此要面對3人的激烈爭奪。

## 角色
奥永瞬
本作的男主角，與姊姊澪同住。
杠惠那（聲優：いねむりすやこ）
身高：162cm，三圍：93（H）/60/88
瞬的同班同學。因為喜歡瞬而經常暗中觀察他，也因此察覺到對方的戀情粉碎。在得知瞬想要戀愛後便主動向他告白。
笠間陽菜乃（聲優：蒼乃むすび）
身高：152cm，三圍：89（G）/59/87
瞬的青梅竹馬和同班同學。雖然喜歡瞬但因為在意到對方的戀情粉碎而不敢告白。直到目睹惠那對瞬而急忙向他告白。
姐川絢音（聲優：伊ヶ崎綾香）
身高：157cm，三圍：92（H）/60/90
澪的親友，對瞬而言是另一個姊姊。在學生時代與澪是同班同學，透過澪認識瞬並對他一見鍾情。由於知道戀情粉碎而沒有告白，直到得知瞬被別人告白後才開始行動。
日之宮祭（聲優：冬峰小鈴）
身高：154cm，三圍：84（C）/56/85
瞬的親友和同班同學。
兔月那由多（聲優：水野七海）
身高：158cm，三圍：87（F）/58/86
瞬的朋友，擔任學生會長。

## 開發
遊戲原本預定2023年2月24日發售，在官方宣布「開發延遲」為理由而延期到3月31日發售。

## 評價
遊戲首次登上各大統計平台的美少女遊戲銷售排行榜時分別排第3位（《BugBug》）和第2位（《Megastore》）。《BugBug》在它登上排行榜來形容該系列以「像成人遊戲般戀愛」的情節獲得關注，並讚揚其色情場景的實用程度。《Megastore》同樣讚揚其色情場景，指它於作品時常出現。之後獲得萌系遊戲大賞2023的色情系作品獎PINK金獎，也獲得Getchu.com舉辦的美少女遊戲大賞2023色情部門第2名。

## 外部連結
- 官方网站 （日語）
- 《真實動漫情境體驗！DT》在視覺小說數據庫的頁面 （英文）